# Dionysia bryomorpha
Dionysia bryomorpha är en viveväxtart som först beskrevs av Vladimir Ippolitovich Lipsky, och fick sitt nu gällande namn av Ovczinn. Dionysia bryomorpha ingår i släktet Dionysia och familjen viveväxter. Inga underarter finns listade i Catalogue of Life.